# مسیر آتش
«مسیر آتش» (انگلیسی: The Path of Fire) فیلمی هندی در سبک اکشن و درام به کارگردانی کاران مالهوترا است که در سال ۲۰۱۲ منتشر شد.

## بازیگران
- هریتک روشن
- ریشی کاپور
- سانجی دات
- پریانکا چوپرا
- اوم پوری
- زارینا وهاب